# Carli Lloyd (calciatrice)
Carli Anne Lloyd (Delran Township, 16 luglio 1982) è un'ex calciatrice statunitense.
Si è aggiudicata il titolo di migliore calciatrice dell'anno per due anni consecutivi, nel 2015 come FIFA World Player e nel 2016 come The Best FIFA Women's Player.

## Carriera

### Club
Nel corso della sua carriera con i club, Carli Lloyd ha giocato per diverse squadre statunitensi e ha avuto una breve esperienza nel Manchester City.

### Nazionale
La sua prima apparizione per la nazionale femminile degli Stati Uniti risale al 10 luglio 2005, nell'amichevole contro l'Ucraina, subentrando nel secondo tempo a Aly Wagner.
Il 6 luglio 2015, durante la finale del mondiale femminile contro il Giappone, vinta per 5-2, mette a segno una tripletta nei primi 16 minuti. Con questa tripletta vince la classifica marcatori del torneo con 6 gol, insieme alla tedesca Célia Šašić, e permette agli Stati Uniti di laurearsi per la terza volta campioni del mondo. Nel 2019 si laurea per la seconda volta campione del mondo, questa volta battendo in finale per 2-0 i Paesi Bassi.
Il 16 agosto 2021 ha annunciato il ritiro dall'attività agonistica nel corso dello stesso anno.

## Palmarès

### Nazionale
- Algarve Cup: 6

2007, 2008, 2010, 2011, 2013, 2015
- Oro olimpico: 2

Pechino 2008
Londra 2012
- Campionato mondiale femminile di calcio: 2

Canada 2015, Francia 2019
- SheBelieves Cup: 4

2016, 2018, 2020, 2021
- CONCACAF Women's Championship - CONCACAF Women's Gold Cup: 7
- Bronzo olimpico: 1

Tokyo 2020

### Individuale
- Capocannoniere dell'Algarve Cup: 1

2007 (4 reti)
- Pallone d'oro del campionato mondiale: 1

Canada 2015
- Scarpa d'oro del campionato mondiale: 1

Canada 2015 (6 gol)
- FIFA World Player: 1

2015
- Miglior costruttrice di gioco dell'anno IFFHS: 1

2015
- The Best FIFA Women's Player: 1

2016

## Nella cultura di massa
Nel 2023 Lloyd è comparsa nella docuserie Netflix Under Pressure: la nazionale di calcio femminile USA, insieme alle calciatrici allora convocate in nazionale, ove, tramite una serie di interviste, racconti e filmati, viene narrato il percorso degli Stati Uniti ai Mondiali del 2023.

## Filmografia

### Televisione
- Under Pressure: la nazionale di calcio femminile USA – docuserie (2023)